# Carl Jörns
Carl Jörns (11. prosince 1875 Ludwigshafen – 19. července 1969 Rüsselsheim) byl německý cyklista a automobilový závodník. Všech svých úspěchů v automobilových závodech dosáhl s vozy značky Opel.

## Život
Jörns se nejprve věnoval cyklistice. Přitom se seznámil s konkurenty, kteří v té době vyráběli šicí stroje a jízdní kola, byli jimi bratři Carl, Wilhelm, Heinrich, Fritz a Ludwig Opelové. Prvního vítězství dosáhl Jörns v roce 1893. Poté, co koncem 19. století začala firma Opel s výrobou automobilů, stal se u ní nadšenec do techniky Carl Jörns v roce 1902 jezdcem a instruktorem jízdy.
V srpnu 1903 startoval Jörns jako tovární jezdec v prvním závodě na frankfurtském dostihovém závodišti a dojel třetí ve třídě vozů do 16 koní. O rok později slavil své první vítězství. V roce 1907 zajel Carl Jörns při Kaiserpreis v pohoří Taunus, po tvrdém souboji s vítězem Felice Nazzarem na Fiatu, třetí místo. Firma Opel, jako nejlepší německá značka v tomto závodě, získala titul císařského „dvorního dodavatele“.
V 1. ročníku závodu do vrchu Zbraslav-Jíloviště nejlepšího výkonu při této premiéře docílil Oplův vůz typu Opel-Beyschlag Grand Prix řízen Carlem Jörnsem z Rüsselheimu. Jeho hodinový průměr 84,26 km/h byl tehdy ohromující, dosáhl času 3:55,4 min. Carl Jörns na Opelu v 3. ročníku závodu na Zbraslavi zopakoval své vítězství z roku 1908 a dosáhl času 4:24,8 min. Závodu v roce 1913 přihlíželo 10 000 diváků.
Ve Velké ceně Francie 1914 skončil na desátém místě. Kariéru ukončil Jörns v roce 1926 vítězstvím v kategorii v závodě v horském parku Wilhelmshöhe (Herkulesrennen). Zde byl už v roce 1924 celkově nejrychlejší.
V roce 1945 odešel do penze. V roce 1965 obdržel Carl Jörns Záslužný řád SRN. Zemřel 19. července 1969 v městské nemocnici v Rüsselsheimu.